# جون إناجاكي
جون إناجاكي (19 ديسمبر 1986 واكاياما اليابان - ) هو لاعب كرة قدم ياباني يلعب كلاعب وسط.